# Universidad Iberoamericana (República Dominicana)
La Universidad Iberoamericana (UNIBE) es una universidad privada coeducacional en Santo Domingo, República Dominicana. Fundada en 1982 como resultado de la iniciativa expresada por el Instituto de Cooperación Iberoamericana y por un Comité Gestor en la República Dominicana. El documento se firmó el 12 de enero de 1982, en un acto celebrado en la Embajada de España.

## Historia
La Universidad comenzó con el esfuerzo propio de las autoridades dominicanas, y las principales causas que motivaron su fundación pueden ser expresadas de la siguiente forma: la celebración del V Centenario del Encuentro Cultural entre España y los pueblos de América; la intención de fortalecer los lazos de hispanidad entre los países americanos y España, y así como también ofrecer una respuesta a las necesidades educativas del país, como una institución de alta calidad académica y eminentemente formativa.
Adquirió su personalidad jurídica por el Decreto N.º 3371 del 12 de julio de 1982.  La vida académica de UNIBE se inició el 1 de septiembre de 1983, ofreciendo las carreras de Derecho, Ingeniería y Medicina.Al año siguiente ofreció las carreras de Administración de empresas y Arquitectura, ya para mayo de 1985 la carrera de Odontología, atrayendo a un primer grupo de estudiantes españoles a la Escuela de Odontología, debido a las facilidades y a la calidad de la educación ofrecida en esta área.

## Funcionalidad
En 1986, comenzó a ofrecer los primeros posgrados a nivel de especialización: Salud Escolar y Seguros. En agosto de 2004, durante la celebración en la Quinta Sesión Ordinaria del Consejo Nacional de Educación Superior, Ciencia y Tecnología (CONESCYT), se aprobó la resolución 31-2004 mediante la cual le otorga el Ejercicio Pleno de la Autonomía a la Institución.
A través de los años, UNIBE ha ampliado sus ofertas en otras áreas, ofreciendo 17 carreras en total, con una matrícula que sobrepasa los 5000 estudiantes y 15 000 egresados.

## Carreras
Actualmente, la institución ofrece 10 grados de licenciatura, para Diseño y Decoración Arquitectónica, Comunicación Publicitaria, Administración de Empresas Turísticas y Hoteleras, Mercadeo, Administración de Empresas, Ciencias de la Religión, Psicología, Derecho y Educación Temprana; 2 de doctor, para Medicina y Odontología; el título de ingeniero para Ingeniería en Tecnologías de la Información y Comunicación (TIC), Ingeniería Civil e Ingeniería Industrial; y el título de arquitecto.
Entre las carreras actuales están:
- Bachelor in Business Administration (BBA)- Administración de Empresas (Mención Negocios Internacionales con doble titulación por Florida International University)
- Bachelor of Science in Civil Engineering- (Con doble titulación por Florida International University)
- Arquitectura, concentración Arquitectura Efímera
- Arquitectura, concentración Tecnología y Animación Gráfica Digital
- Arquitectura, concentración Construcción Sostenible
- Arquitectura, concentración Urbanismo
- Ciencias de la Religión
- Comunicación, mención Publicidad, concentración Estrategia y Gestión Publicitaria
- Comunicación, mención Publicidad, concentración Creatividad Publicitaria
- Comunicación, mención Audiovisual
- Dirección y Gestión Empresarial, concentración Negocios y Logística Internacionales
- Dirección y Gestión Empresarial, concentración Mercados Financieros
- Dirección y Gestión Empresarial, concentración Emprendimiento
- Dirección y Gestión Empresarial, concentración Inteligencia de Negocios
- Dirección y Gestión Empresarial, concentración Mercadeo y Comercio Digital
- Diseño de Interiores, mención Dirección de Arte para Cine
- Diseño de Interiores, concentración Espacios Comerciales
- Diseño de Interiores, concentración Espacios de Hospedajes
- Diseño de Interiores, concentración Arte y Museografía
- Derecho
- Educación Temprana
- Estudios Liberales (Con opción a doble titulación por la Universidad Europea)
- Hotelería y Turismo (Con opción a doble titulación por Valencia College)
- Ingeniería Civil
- Ingeniería Industrial
- Ingeniería Tecnologías de la Información y Comunicación
- Medicina
- Mercadeo, concentración Mercadeo y Comercio Digital
- Mercadeo, concentración Inteligencia de Negocios
- Mercadeo, concentración Finanzas
- Mercadeo, concentración Emprendimiento
- Odontología
- Psicología, mención Clínica
- Psicología, mención Educativa
- Psicología, mención Organizacional
- Psicología, concentración Psicofisiología y Neurocognición
- Psicología, concentración Psicología de la Salud
- Psicología, concentración Atención a la Diversidad
- Psicología, concentración Psicomotricidad
- Psicología, concentración Estudios de Género
- Psicología, concentración Análisis del Comportamiento Aplicado (ABA)
- Psicología, concentración Investigación

## EGRU: Escuela de Graduados de UNIBE (postgrados y educación continua)
La Universidad Iberoamericana ofrece desde 1986 los primeros postgrados a nivel de especialización en el área de Salud Escolar y Seguros, ampliando sus ofertas de postgrados en otras áreas, y ofreciendo respuestas específicas y oportunas a las necesidades educativas de República Dominicana.
En vista de la necesidad de formar profesionales altamente calificados con competencias especializadas en las distintas áreas científicas, tecnológicas, humanísticas y artísticas,  se crea, en 2007, la Escuela de Graduados la cual ofrece a profesionales de distintas áreas, la oportunidad de continuar sus estudios, actualizándolos a través de programas innovadores, que responden a las problemáticas del mercado laboral, tanto nacional como internacional. Desde entonces los postgrados, diplomados y programas in-house se diseñan y actualizan permanentemente en función de las necesidades del mercado nacional y global, y en función del perfil de las competencias que aseguran la competitividad, la vigencia y el sostenimiento de la empleabilidad en un entorno altamente demandante. La Escuela de Graduados, ofrece actualmente programas de postgrados en las áreas de: negocios, derecho, educación, psicología, ingeniería, artes y salud.
Forma parte de una red académica de escuelas de postgrado de prestigio de América y Europa, como CLADEA, AUIP, ASTD, entre otras reconocidas instituciones como lo son La Universidad de Salamanca, Florida International University y La Universidad de Nebrija que permiten ofrecer a los participantes titulaciones internacionales y la oportunidad de participar en conferencias, seminarios y módulos impartidos por reconocidos docentes extranjeros.
Los programas de la EGRU ofrecen a sus participantes experiencias que les permiten poner en práctica situaciones reales de sus ámbitos laborales, tales como el uso de los simuladores de negocios, diseñados en torno a situaciones y empresas simuladas, el uso de la plataforma virtual como herramienta en el proceso de enseñanza-aprendizaje, y la incorporación de la técnica de Estudios de Casos, la cual promueve el análisis, el trabajo en equipo y la toma de decisiones.